# 鈴木康弘 (ボクサー)
鈴木 康弘（すずき やすひろ、男性、1987年11月25日 - ）は、日本の元アマチュアボクシング選手。北海道札幌市出身。2012年ロンドンオリンピック・ウェルター級日本代表。
自衛隊体育学校ボクシング班に所属していた元自衛官（自衛隊での階級は3等陸尉）。右フックを武器としていた。

## 来歴
小学校時代、スポーツは得意だったが、ひ弱な風貌と優しく気が弱い性格が災いし、学校帰りに10人ほどから集団リンチのような暴行を頻繁に受けていた。強くなりたいと願い、小学校4年生の時、地元・札幌市豊平区に赤坂義昭が開設したジムに入門し、プロ志向の大人たちとスパーリングをしていた。中学時代は転居のためにジムに通えなくなったことからバスケットボールをした。高校はボクシング部のある札幌商業高校（現在の北海学園札幌高等学校）に進学し、ボクシングを再開。高校1年の10月、デビュー戦となった市民大会にKO勝利を収め、2年で国体準優勝。3年になると選抜選手権、インターハイ、国体で高校3冠を達成した。
特待生として拓殖大学に進学し、全日本選手権・国体準優勝。主将も務め、大学日本一に導いた。
当初は川内将嗣と同じライトウェルター級で戦っていた。大学2年のリーグ戦最終戦をきっかけに小学校時代以来のスタイルを変え、リーチを生かしたアウトボクシングを基本としたが、インファイトに持ち込まれても対応できるハードパンチを持っていた。大学時代最後の国体となった新潟国体の決勝では川内に敗れたが、この試合で鈴木のパンチの威力に注目した自衛隊体育学校ボクシング班指導陣から、ウェルター級に転向してもっとパワーをつけ、オリンピックを目指さないかと声を掛けられ、鈴木は体育学校に入隊した。体育学校には、川内を始め、清水聡、須佐勝明らがいた。
入隊1か月後の2010年5月、練習中に右腕神経と動脈を切断する重傷を負い、活動停止を余儀なくされるが、その間に背筋、肩などを徹底的に強化した。2011年4月に行われた全日本選手権北海道予選で復帰したが、この時はウェルター級の相手がいなかったため、ライト級の選手と戦った。
2011年7月、ウェルター級での初の公式戦となったインドネシア大統領杯では決勝でロシアの選手に敗れ、銀メダルを獲得。日本国内でのウェルター級デビュー戦となった世界選手権選考会で優勝し、同年10月世界選手権に出場。3回戦で敗退となったが、その相手が決勝進出を果たしたためロンドン五輪出場権を獲得した。
同年の全日本選手権で初優勝した。
2012年7月29日、ロンドンオリンピックに出場。モロッコのメヘディ・ハルシを僅差の判定で下し、勝利した。2012年8月3日、2回戦でカザフスタンのセリク・サピエフと対戦、判定で敗れて8強入りはならなかった。サピエフはこの大会で金メダルを獲得した。
2014年4月5日、味の素ナショナルトレーニングセンターで開催された2014年アジア競技大会の日本代表選考会に出場し、代表選手に選出された。アジア競技大会では2回戦に勝利して8強入りを果たしたが、準々決勝で敗れた。
日本ボクシング選手年間表彰においては、2011年度に優秀選手賞、2012年度と2015年度に技能賞、2013年度と2014年度に敢闘賞の各賞を、それぞれ受賞した。
引退後、2016年4月1日に妻の祖父にあたる山根明日本ボクシング連盟会長の推薦により、OBの反対がありながらも28歳の若さで近畿大学ボクシング部監督に就任した。

## 特徴
セコンドからの指示が「ストレート」「フック」「アッパー」などの英語で行われると、相手選手にも作戦が筒抜けになってしまう。これを防ぐために、一種の暗号として指示はロシア語および暗号化された日本語で行うという作戦を採用していた。

## 受賞歴
- プロ・アマチュア年間表彰
  - 2011年アマチュアボクシング部門 優秀選手賞[18]
  - 2012年アマチュアボクシング部門 技能賞[19]

### 映像資料
1. ↑  Boxing Men's Welter (69kg) Round of 32 Full Replay -- London 2012 Olympic Games (試合全容) (英語). IOC（国際オリンピック委員会）の公式YouTubeチャンネル. 29 July 2012.  該当時間: 1:22:43. 2012年8月21日閲覧。